# Sales Oliveira
Sales Oliveira est une municipalité brésilienne de l'État de São Paulo et la Microrégion de São Joaquim da Barra.